# Židovský hřbitov v Miroslavi
Židovský hřbitov v Miroslavi byl společenstvím Chevra kadiša založen někdy v 16. století. Nachází se asi 600 m jihovýchodně od náměstí Svobody na Nádražní ulici, jež vede k silnici 1. třídy č. I/53 ze Znojma do Pohořelic.
Na ploše 5832 m2 se dochovalo kolem šesti set náhrobních kamenů (macev) s nejstarším čitelným z roku 1667 (či 1691). V roce 1886 byl hřbitov modernizován a roku 1902 došlo ke stavbě nové obřadní síně.
Miroslavská židovská komunita přestala existovat v roce 1938.